# Shame on You
Shame on You är en låt framförd av den danska sångaren Tomas Thordarson. Låten var Danmarks bidrag i Eurovision Song Contest 2004 i Istanbul i Turkiet. Låten är skriven av Ivar Lind Greiner och Iben Plesner.
Bidraget framfördes i semifinalen den 12 maj och fick 56 poäng vilket gav en trettonde plats, inte tillräckligt för att gå vidare till finalen.